# L.A. Rings Villa
L.A. Rings Villa er en fredet bygning på Havnevej 25 i Roskilde, som var hjem for maleren L.A. Ring og hans hustru Sigrid Ring. Huset ligger på en skråning med udsigt over Sankt Jørgensbjerg Landsby, Roskilde Havn og Roskilde Domkirke. Det blev fredet i 2001.
Huset er i privateje og der er ikke adgang for offentligheden. Ring var en overgang også ejer af naboejendommen på Brøndgade 1, der blev brugt som hans ekstra atelier. Bygningen blev ombygget til besøgscenter af den private organisation L. A. Rings Venner og fik i 2017 navnet L. A. Rings Atelier.

## Historie

### Tidligere hjem
Laurits og Sigrid Ring blev gift i 1896. Deres første hjem sammen lå i Karrebæksminde ved Næstved. De flyttede senere til Frederiksværk, før de flyttede ind i en gammel skole i Baldersbrønde ved Hedehusene.

### L. A. og Sigrid Rings hjem
I 1913 købte Ring et stykke land på Uglebjerg, der er en lille bakke i Sankt Jørgensbjerg Sogn, af Sankt Claras Mølle. Huset året efter blev tegnet af Rings ven Andreas Clemmensen. Det indeholdt et stort atelier. Parret boede her med deres tre børn Ghita (1899), Anders (1900) og Ole (1902).
Sigrid Ring døde i 1923 og blev begravet på den nærliggende Sankt Ibs Kirkegård. L. A. Ring boede her frem til sin død i 1933.

### Senere historie
Huset blev købt af historikeren Arthur Fang. Det blev herefter overtaget af hans datter, Lotte Fang, der var bibliotekar og lokalhistoriker.

## Arkitektur
Huset er opført i røde mursten i en stil, som er påvirket af asymmetrisk dansk villaarkitektur fra slutningen af 1800-tallet, nationalromantikken og Bedre Byggeskik.
Over hovedindgangen er en dekoration med masker i renæssancestil med initialerne af Sigrid og L.A. Ring. Deres initialer er også inkorporeret i porten ind til gården.
Hallen har rødbrune og grønne tegl fra Hakkemose Teglværk. Spisestuen har en brændeovn fra Kähler Keramik i Næstved. Sigrid Ring var datter af firmaets grundlægger, Herman A. Kähler.

## L.A. Rings Atelier
Ring købte bindingsværkshuset på naboejendommn i Brøndgade med henblik på at bruge den som ekstra atelier. Han udvidede huset, men brugte det kun sporadisk, og han endte med at sælge det igen. En lokal forening kaldet L. A. Ring's Venner, blev dannet med henblik på at købe ejendommen og ombygge den til besøgscenter. Det blev købt af Winnie Liljeborg og renoveret. Besøgscentret åbnede i 2017.